# قبرص الشمالية
قبرص الشمالية أو رسميًا جمهورية شمال قبرص التركية (بالتركية: Kuzey Kıbrıs Türk Cumhuriyeti) هي دولة جزرية ذات اعتراف محدود تقع في الجزء الشمالي من جزيرة قبرص ذات أغلبية سكانية من أصول تركية. برغم من إدارة هذا الجزء من جزيرة قبرص كدولة مستقلة، لا تعترف باستقلاله أية دولة أو مؤسسة دولية، ما عدا تركيا. فتدير جمهورية شمال قبرص علاقاتها الخارجية بوساطة تركيا. كذلك يرتبط اقتصاد الجمهورية بالاقتصاد التركي بشكل كامل حيث تستعمل العملة التركية كعملتها الرسمية.
تطمح جمهورية قبرص باستعادة الأراضي الخاضعة لسيطرة جمهورية شمال قبرص التركية، ولكن رغم اعتراف المجتمع الدولي بسيادة جمهورية قبرص على جميع أراضي الجزيرة، فشلت كل المحاولات الدولية لتوحيد الجزيرة من جديد. مع ذلك، يبدو انخفاض في حالة التوتر بين الجمهوريتين إذ قرر الجانبان في أبريل 2003 افتتاح 3 معابر على خط الهدنة الفاصل بينهما.
تمتد أراضي الجمهورية على مساحة 3,335 كم مربعا، أي ثلث من مساحة جزيرة قبرص تقريبا، ويبلغ عدد سكانها ما يقرب 210,000 الف نسمة.
تم الإعلان عن إنشاء جمهورية شمال قبرص التركية في 15 نوفمبر 1983، ولكنها نشأت فعلا في سنة 1975 إثر الاجتياح العسكري التركي لقبرص واحتلالها الجزء الشمالي من البلاد. وجاء التدخل العسكري التركي في أعقاب أزمة حادة في العلاقات بين المجتمعين اليونانية والتركية في قبرص انتهت بانقلاب عسكري قاده عناصر من القبرصيين اليونانيين.
أهم مدن الجمهورية هي كيرينيا (أو بالتركي: غرنه). يعتمد اقتصادها على السياحة والزراعة والدعم المالي الآتي من تركيا.
تمتد أراضي قبرص الشمالية من رأس شبه جزيرة كارباس في الشمال الشرقي إلى خليج مورفو، ومن رأس كورماكيتيس وذروته في أقصى الغرب، وهي منطقة كوكينا المستحاطة غربًا، إلى أقصى نقطة في الجنوب عند قرية لوروجينا. يمتد الخط الأخضر، الواقع تحت سيطرة الأمم المتحدة، ليفصل بين قبرص الشمالية وباقي الجزيرة، مقسمًا عاصمة الجزيرة وأكبر مدنها، نيقوسيا، إلى شطرين.
كان انقلاب عام 1974 إحدى محاولات ضم الجزيرة إلى اليونان، ما دفع تركيا إلى غزو قبرص. أدى ذلك إلى إخلاء معظم القبارصة اليونانيين منازلهم في الشمال، واندلاع القتال مع القبارصة الأتراك في الجنوب، وتقسيم الجزيرة الذي انتهى بإعلان الاستقلال الأحادي للجزء الشمالي عام 1983. تعتمد قبرص الشمالية بشدة على تركيا من النواحي الاقتصادية والسياسية والعسكرية جراء غياب الاعتراف العالمي باستقلالها.
فشلت المساعي الهادفة إلى حل النزاع القبرصي. يحتفظ الجيش التركي بقوة عسكرية كبيرة في قبرص الشمالية. تدعم حكومة قبرص الشمالية التركية وجود تلك القوات، لكن جمهورية قبرص والاتحاد الأوروبي والمجتمع الدولي يعدّها قوة احتلال، واستُنكر وجودها في العديد من قرارات مجلس الأمن التابع للأمم المتحدة.
قبرص الشمالية جمهورية ديمقراطية ذات نظام شبه رئاسي، إرثها الثقافي متنوّع التأثيرات، ويهيمن قطاع الخدمات على اقتصادها. شهد اقتصاد قبرص الشمالية نموًا في العقدين الأول والثاني من القرن الحالي، وازداد الدخل القومي الإجمالي بمعدل 3 مرات مما كان عليه في العقد الأول من القرن الحادي والعشرين، لكن هذا النمو يعيقه الحظر الدولي المفروض على قبرص الجمالية جراء الإهلعلاق الرسمي للموانئ على يد جمهورية قبرص. اللغة الرسمية هي التركية، لكن اللهجة المحكية متميّزة عن التركية. يؤلّف المسلمون السنة الأغلبية العظمى من السكان، لكن الاتجاهات الدينية معتدلة وعلمانية. حصلت قبرص الشمالية على صفة مراقب في منظمة التعاون الاقتصادي ومنظمة التعاون الإسلامي، تحت اسم «دولة قبرص التركية»، وهي عضو بصفة مراقب في الجمعية البرلمانية لمجلس أوروبا تحت اسم «المجتمع القبرصي التركي».

## التاريخ

### 1974-1960

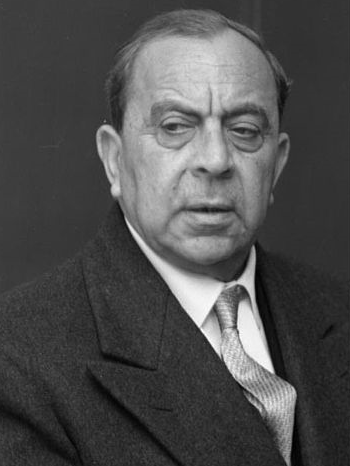
فاضل كوجوك زعيم قبرصي تركي سابق ونائب رئيس سابق لـ قبرص

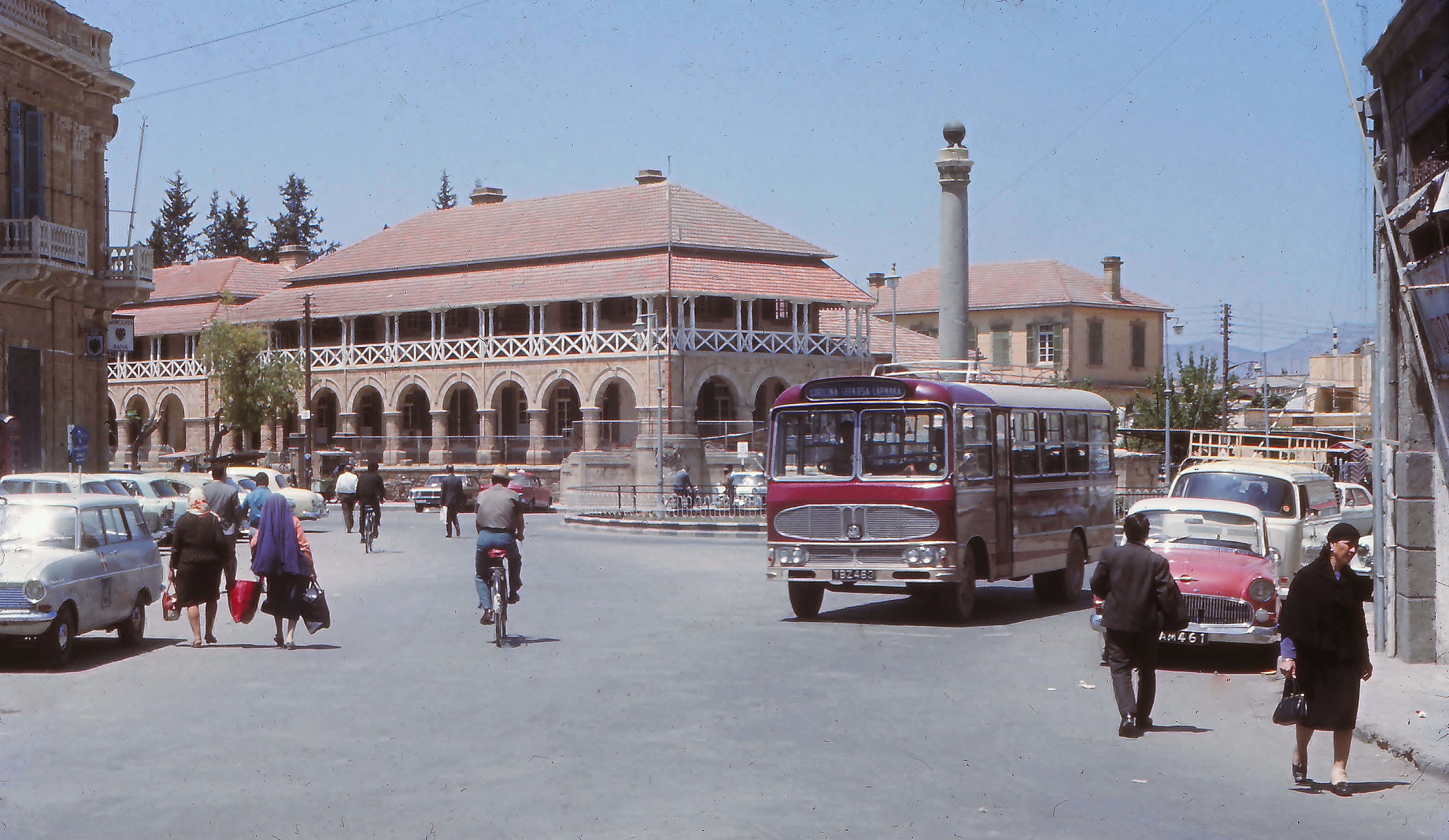
ساحة ساراي أونو بشمال نيقوسيا سنة 1969 بعد تقسيم المدينة

بدأ تاريخ شمال قبرص مع نيل قبرص الموحدة استقلالها من بريطانيا في أغسطس 1960. فقد حصل الاستقلال بعد أن اتفق كل من القبارصة الأتراك واليونانيون على إلغاء خطتي الاتحاد مع اليونان المسماة إنوسيس ومع تركيا المسماة تقسيم. وضم الاتفاق أن تحكم قبرص بموجب الدستور الذي يقسم المناصب الوزارية والمقاعد البرلمانية وظائف الخدمة المدنية على نسب متفق عليها بين الطائفتين. ولكن خلال ثلاث سنوات من الحكم بدأ التوتر يطفو على السطح بين القبارصة اليونانيين والأتراك خاصة في الشؤون الإدارية. فمشاكل تقسيم البلديات والضرائب خلق حالة من الشلل التام في الحكومة. مما حدا بالرئيس مكاريوس سنة 1963 أن يقترح تغييرات من طرف واحد بتعديل 13 مادة من الدستور، وهو مارفضته تركيا ورفضه القبارصة الأتراك على أنه محاولة لتسوية النزاعات الدستورية لمصلحة القبارصة اليونانيين ووسيلة لتقليل الحالة التركية كأحد مؤسسي تلك الدولة إلى أقلية عادية مما يلغي عنها الضمانات الدستورية في تلك العملية. فحرك القبارصة الأتراك دعوى قضائية ضد تلك التعديلات ال13 في المحكمة الدستورية العليا. لكن مكاريوس قال بأنه لن يمتثل لأي قرار من المحكمة الدستورية العليا، ودافع عن تلك التعديلات قائلاً بأنها ضرورية لحل الجمود الدستوري مما تعارض مع موقف المحكمة الدستورية. وبتاريخ 29 يوليو 1964 قررت المحكمة الدستورية أن تعديلات مكاريوس هي غير قانونية، وبسبب تمسك مكاريوس بموقفه استقال رئيس المحكمة الدستورية العليا من منصبه بتاريخ 21 يوليو 1964، وفي 22 يوليو 1963 رفض الرئيس مكاريوس تطبيق قرار المحكمة وصادق على المقترحات ال13 بتاريخ 30 نوفمبر 1963. وضع الجناح القبرصي اليوناني من الحكومة خطة سميت بخطة أكريتاس في 1963 والذي وضع الخطوط العريضة لسياسة إزاحة القبارصة الأتراك من الحكومة ثم بعد ذلك الانضمام في اتحاد مع اليونان. وجاء في الخطة أنه إذا اعترض القبارصة الأتراك على ذلك فيجب «إخضاعهم بالقوة قبل أن تتدخل القوى الأجنبية». وفي 21 ديسمبر 1963 اشتبك أفراد من الشرطة الخاصة التابعة ليورغاجيس (وزير الداخلية) وهم يرتدون ملابس مدنية مع حشود من القبارصة الأتراك. وعلى الفور اندلعت أعمال عنف بين الطائفتين فهاجمت ميليشيا تابعة للأغلبية اليونانيون القبارصة الأتراك في نيقوسيا ولارنكا. ومع أن منظمة المقاومة التركية (TMT) — التي أنشئت في 1959 للترويج لسياسة تقسيم قبرص والتي تنافس تنظيم إيوكا (EOKA) التابع للقبارصة اليونانيين القوميين والذي يؤيد خطة اينوسيس (الاتحاد مع اليونان) — قد ارتكبت عددا من أعمال الانتقام إلا أن مؤرخ الصراع القبرصي كيث كايل قال: «ما من شك أن أغلب ضحايا تلك الحوادث التي وقعت خلال الأشهر التالية كانوا أتراك»، فقد اختطف سبعمئة رهينة تركية ومن ضمنهم نساء وأطفال من الضواحي الشمالية للعاصمة نيقوسيا. وقاد نيكوس سامبسون وهو قومي وقائد انقلاب المستقبل مجموعة من الجنود القبارصة اليونانيين غير النظاميين مهاجما السكان الأتراك في ضاحية أومرفيتا المختلطة. وبحلول عام 1964 قتل جراء حوادث العنف تلك 193 قبرصي تركي و133 من القبارصة اليونانيين وفقد 209 تركي و41 يوناني وقد عدوا من القتلى.  انسحب القبارصة الأتراك الأعضاء في الحكومة القبرصية، مما هيئ مناخا مناسبا لسيطرة الإدارة القبرصية اليونانية على كل مؤسسات الدولة. وتعرضت القرى التركية للنهب على نطاق واسع مما دفع 20000 لاجئ بالتخلي عن مناطقهم واللجوء إلى الجيوب التركية المسلحة حيث مكثوا فيها 11 سنة، معتمدين على المساعدات الطبية والغذائية القادمة من تركيا. وشكل القبارصة الأتراك مليشيات شبه العسكرية للدفاع عن تلك الجيوب، مما أدّى إلى تقسيم تدريجي لمجتمعات الجزيرة إلى معسكرين معاديين. وقد دفع هذا العنف الآلاف من القبارصة الأتراك للهروب والهجرة إلى بريطانيا وأستراليا وتركيا. رأي القبارصة الأتراك: وجد رئيس المحكمة الدستورية العليا أن مكاريوس انتهك الدستور بعدم تنفيذ كامل التدابير بالسماح للقبارصة الأتراك بالعودة إلى مناصبهم في الحكومة دون قبول التعديلات الدستورية التي اقترحها أولا. وأيضا لم يعزل القبارصة الأتراك أنفسهم بأنفسهم بل أجبروا على ذلك: فتقرير فالأمين العام للأمم المتحدة يوثانت S/5950 الصادر في 10 سبتمبر 1964 (الفقرة 180) «بأن قوة الأمم المتحدة لحفظ السلام في قبرص UNFICYP أجرت مسحا مفصلا للأضرار التي لحقت بالممتلكات في جميع أنحاء الجزيرة خلال الاضطرابات، وأظهرت في 109 قرية ومعظمهما للقبارصة الأتراك أو المختلطة بأن الدمار لحق ب527 منزلا وأن هناك 2,000 منزل آخر تضرر نتيجة للنهب». ونتيجة لذلك فقد أسست الإدارة القبرصية التركية المؤقت في 28 ديسمبر 1967. أما رأي القبارصة اليونانيون: انسحاب القبارصة الأتراك من الحكومة وتراجعهم إلى تلك الجيوب هو من محض إرادتهم وبدافع رغبتهم بتشكيل دولة خاصة بهم. فصرح الأمين العام في ذلك الوقت يوثانت سنة 1965 أن القبارصة التركية عززوا سياسة «الانعزال» واتخذوا «موقفاً صارماً» ضد السياسات التي من ضمنها الاعتراف بسلطة الحكومة.

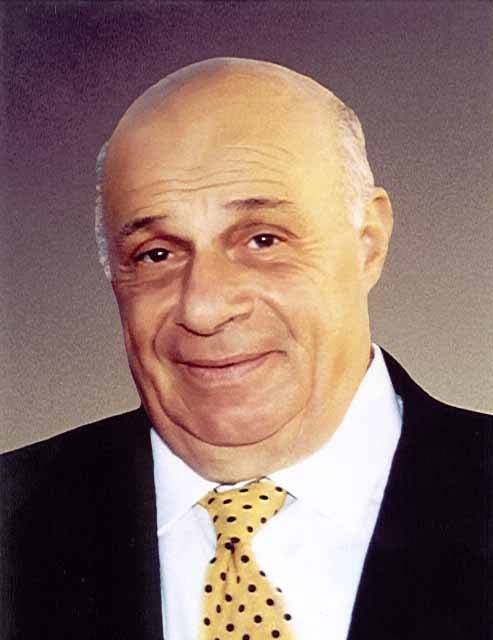
رؤوف دنكطاش المؤسس ورئيسها السابق

في 15 يوليو 1974 قام القبارصة اليونانيون بانقلاب عسكري يدعمهم المجلس العسكري اليوناني، وعزل الرئيس مكاريوس من منصبه وتولى نيكوس سامبسون. فادعت تركيا أنه وبموجب معاهدة الضمان (1960) فإن الانقلاب كان سببا وجيها للقيام بعمل عسكري لحماية الشعب القبرصي التركي، فشرعت تركيا بإرسال حملة عسكرية إلى قبرص يوم 20 يوليو 1974. فشل الانقلاب بعد تدخل تركيا العسكري وعاد مكاريوس إلى قبرص. وبدأت القوات التركية بالشروع لتسيطر على 11/4 من شمال الجزيرة (حوالي 37 ٪ من إجمالي مساحة قبرص). فبعد عدة عمليات عسكرية في 1974، وافق القبارصة اليونانيين في رزوكارباسو بالعيش في ظل الإدارة القبرصية التركية وبقوا في شمال قبرص. أما باقي القبارصة اليونانيين في الشمال (وعددهم حوالي 160,000) فقد اتجهوا جنوبا مفضلين العيش تحت الإدارة القبرصية اليونانية، وفر 50000 من القبارصة الأتراك شمالا، ووفقا لاتفاقية تبادل السكان بين القبارصة اليونانية والأتراك التي تمت برعاية الأمم المتحدة بتاريخ 02/08/1975 فإن ما يقرب من 1500 من القبارصة اليونانيين و500 من القبارصة التركية ما زالوا مفقودين.

أعلنت دولة قبرص التركية الفيدرالية (Kıbrıs Türk Federe Devleti) سنة 1975 كخطوة أولى نحو دولة قبرص الإتحادية مستقبلا، ولكن رفضها كلا من جمهورية قبرص والأمم المتحدة وأيضا المجتمع الدولي. ثم بعد ثماني سنوات من المفاوضات الفاشلة مع قيادة طائفة القبارصة اليونانيون أعلن شمال قبرص استقلاله من طرف واحد يوم 15 نوفمبر 1983 باسم جمهورية شمال قبرص التركية فرفضت قبرص والأمم المتحدة إعلان الاستقلال هذا. في السنوات الأخيرة هيمن على الحياة السياسية أمر توحيد شمل الجزيرة، بأمل أن انضمام قبرص المزمع إلى الاتحاد الأوروبي سيكون بمثابة حافز مشجع نحو التوصل إلى تسوية بين طرفي النزاع، وفي سنة 2004 توسطت الأمم المتحدة بعرض تسوية السلام بأن يكون استفتاء لكلا الجانبين. وقد عارض التسوية المقترحة كل من رئيس قبرص تاسوس بابادوبولوس ورئيس شمال قبرص التركية رؤوف دنكطاش؛ وفي الاستفتاء وافق غالبية القبارصة الأتراك على الاقتراح لكن اليونانيين رفضوها. ونتيجة لذلك فقد دخلت قبرص الاتحاد الأوروبي كجزيرة مقسمة حيث استبعد شمال قبرص. ونتيجة للتصويت فقد استقال دنكطاش معلنا محمد علي طلعت المؤيد للحل خلفا له.

### 1983-1974
في 6 يوليو عام 1974، اتهم مكاريوس الحكومة اليونانية بتحويل الحرس الوطني القبرصي إلى جيش احتلال. وفي 15 يوليو عام 1974، دعم المجلس العسكري اليوناني والحرس الوطني القبرصي الانقلاب الذي حصل في البلاد. حلّ نيكوس سامبسون، المؤيد لسياسة الاتحاد، محلّ مكاريوس بصفته رئيس البلاد الجديد. أعلن الانقلابيون القبارصة اليونانيون تأسيس «جمهورية قبرص الهلنستية». ادعت تركيا أن الانقلاب يوفر سببًا كافيًا لاتخاذ إجراء يحمي القبارصة الأتراك، وفق معاهدة الكفيل من عام 1960، فغزت تركيا قبرص في العشرين من يوليو. تابعت القوات التركية تقدّمها حتى احتلت قسمًا شماليًا من الجزيرة يعادل 4/11 من مساحتها (نحو 36% من مساحة قبرص الكليّة). أدى الانقلاب إلى اندلاع حرب أهلية تفشى فيها العنف الإثني، فانهار الانقلاب وعاد مكاريوس إلى السلطة.
في 2 أغسطس عام 1975، وقّع زعيما المجتمعين التركي واليوناني، وهما رؤوف دنكطاش وغلافكوس كليريدس على الترتيب، اتفاقية تبادل السكان بعد مفاوضات في فيينا تحت رعاية الأمم المتحدة. بناء على تلك الاتفاقية، انتقل 196 ألف قبرصي يوناني يعيشون في الشمال إلى الجنوب، مقابل انتقال 42 ألف قبرصي تركي من الجنوب إلى الشمال (هناك نزاع حول عدد المستوطنين). اختار بعض اليونانيون الأرثوذكس البقاء في قراهم الواقعة ضمن بلدات ريزوكارباسو وأغيوس أندرونيكوس وأغيا تريادا، وقرر الموارنة الكاثوليك البقاء أيضًا في بلدات أسوماتوس وكارباسيا وكورماكيتيس. لا يزال نحو 1500 قبرصي يوناني و500 قبرصي تركي في عداد المفقودين. أدى التقسيم إلى تأسيس أول جهاز إداري سيادي لقبرص الشمالية في أغسطس عام 1974، وهو إدارة قبرص التركية المستقلة.
أُعلن عن تأسيس دولة قبرص التركية الموحدة في عام 1975، وكانت أول خطوة في مسار تأسيس دولة قبرص الموحدة، لكن جمهورية قبرص والأمم المتحدة رفضت الاعتراف بها.
أعلن القسم الشمالي استقلاله من جانب واحد في 15 نوفمبر عام 1983، وحمل اسم جمهورية قبرص الشمالية التركية. رفضت الأمم المتحدة الاعتراف بهذا الاستقلال في قرار مجلس الأمن رقم 541.

### 1983-الآن
في السنوات الأخيرة، هيمنت سياسات إعادة التوحيد على شؤون الجزيرة. قرر الاتحاد الأوروبي عام 2000 قبول قبرص عضوًا على الرغم من حالة التقسيم التي تعيشها. جاء قرار الاتحاد الأوروبي انطلاقًا من نظرته إلى رؤوف دنكطاش، رئيس قبرص التركية المؤيد لسياسة الانقسام، بصفته العقبة الرئيسة أمام الاتحاد، وتهديد اليونان بحظر توسّع الاتحاد الأوروبي شرقًا. أمل الاتحاد الأوروبي أن يكون انضمام قبرص بمثابة حافز يدفع نحو إبرام تسوية. بحلول موعد قبول عضوية قبرص في الاتحاد الأوروبي، انتُخبت حكومة جديدة في تركيا وخسر رؤوف دنكطاش سلطته السياسية في قبرص. رعت الأمم المتحدة تسوية سلام في عام 2004، على هيئة استفتاء عُرض على الطرفين. عارض كل من تاسوس بابادوبولوس ورؤوف دنكطاش، رئيسا قبرص وقبرص التركية على الترتيب، تسوية السلام الواردة في الاستفتاء، مع أن 65% من القبارصة الأتراك قبلوا بها، في حين رفضها 76% من القبارصة اليونانيين. دخلت قبرص الاتحاد الأوروبي مقسمة إثر ذلك، وعُلّقت تشريعات الاتحاد ولم تُطبق على قبرص الشمالية.
استقال دنكطاش إثر عملية الاقتراع، ما مهد الطريق أمام بروز محمد علي طلعت المؤيد للتسوية، لكن محمد علي طلعت والطرف المؤيد للتسوية فقد الزخم الكافي جراء الحظر والعزلة المفروضين على قبرص الشمالية، بصرف النظر عن الوعود التي قدمها الاتحاد الأوروبي بتسهيل تلك العقبات. أصيب الناخبون القبارصة الأتراك بالخيبة جراء ذلك، ما أدى في نهاية المطاف إلى فوز الطرف المؤيد للانفصال في الانتخابات العامة عام 2009، وفوز مرشحه -رئيس الوزراء السابق درويش إروغلو- في الانتخابات الرئاسية عام 2010. حبّذ إروغلو، وحزب الاتحاد الوطني الذي ينتمي إليه، اتباع سياسة استقلال قبرص الشمالية بدلًا من إعادة الاتحاد مع جمهورية قبرص، لكنه أجرى مفاوضات مع الجانب القبرصي اليوناني لإبرام تسوية بهدف الاتحاد.
في عام 2011، نظّم القبارصة الأتراك مظاهرات ضد الإصلاحات الاقتصادية التي أجرتها الحكومتان التركية والقبرصية الشمالية.

## التقسيمات الإدارية
تُقسم قبرص الشمالية إلى 6 مناطق: لفكوشا وغازي ماغوسا وكيرينيا وغوزليورت وإشكيلة وليفكا. تأسست منطقة ليفكا بعد فصلها عن منطقة غوزليورت في عام 2016. تتألف قبرص الشمالية أيضًا من 12 منطقة ثانوية، تتوزع بين المناطق الخمس الكبرى، و28 بلدية.

## الوضع الدولي والعلاقات الخارجية
تعهد الاتحاد الأوروبي بإنهاء عزلة قبرص الشمالية إثر استفتاء أبريل عام 2004 على خطة أنان التي اقترحتها الأمم المتحدة، ونظرُا للدعم الذي تلقته الخطة من طرف المجتمع القبرصي التركي. شملت تعهدات الاتحاد الأوروبي أيضًا إجراءات تجارية ومساعدة تُقدّر قيمتها بـ259 مليون يورو. تعهد الاتحاد الأوروبي برفع الحظر المفروض على قبرص الشمالية إثر الاستفتاء الذي جرى وفق خطة أنان، وهو الحظر الذي فرضته حكومة قبرص اليونانية.

## الحكومة والسياسة
تتخذ سياسة قبرص الشمالية الشكل الجمهوري النيابي الديمقراطي شبه الرئاسي، والذي يترأس فيه رئيس الجمهورية الدولة ويترأس رئيس الوزراء الحكومة، مع تعددية حزبية. السلطة التنفيذية من اختصاص الحكومة، أما السلطة التشريعية فيخول بها كل من الحكومة ومجلس الجمهورية، مع استقلال السلطة القضائية عن السلطتين التنفيذية والتشريعية.
ينتخب الرئيس لمدة رئاسية مدتها خمس سنوات. والرئيس الحالي هو درويش إروغلو (بالتركية: Derviş Eroğlu) الذي فاز بالانتخابات الرئاسية في 18 أبريل 2010. وتتمثل السلطة التشريعية في مجلس الجمهورية، الذي يتألف من 50 عضواً ينتخبون بنظام القوائم النسبية ممثلين لخمسة مقاطعات انتخابية. وقد حصل حزب الوحدة الوطنية (بالتركية: Ulusal Birlik Partisi) ـ الذي تميل توجهاته إلى اليمين ويؤيد الاستقلال ـ على الأغلبية في في انتخابات أبريل 2009. وقد صنفت قبرص الشمالية كدولة «حرة» في تقرير منظمة فريدوم هاوس السنوي.

### الوضع الدولي والعلاقات الخارجية
لا يعترف المجتمع الدولي باستثناء تركيا بقبرص الشمالية كدولة مستقلة، بل يعترف بالسيادة الشرعية لجمهورية قبرص على كامل الجزيرة. كما اعتبرت الأمم المتحدة ـ في عدد من قراراتها ـ إعلان استقلال قبرص الشمالية «باطلا».
منحت منظمة المؤتمر الإسلامي قبرص الشمالية صفة «بلد مؤسس» وضمت قبرص الشمالية التركية إلى المنظمة بصفة «عضو مراقب». كما جرت العديد من اللقاءات الرسمية بين الرئيس السابق محمد علي طلعت وعدد من الزعماء والسياسيين الأجانب، كان من بينهم وزيرة الخارجية الأمريكية السابقة كوندوليزا رايس، ووزير الخارجية البريطاني السابق جاك سترو والرئيس الباكستاني السابق برويز مشرف، كما جرى لقاء رسمي بين الرئيس الحالي درويش إروغلو والأمين العام للأمم المتحدة بان كي مون.
وقد أصدرت جمهورية ناخيتشيفان المتمتعة بالحكم الذاتي في أذربيجان قراراً يعترف باستقلال دولة قبرص الشمالية، ولكن أذربيجان امتنعت عن تأييد هذا القرار رسمياً لأسباب تتعلق بقضية ناجورنو-قرة باغ.
وينظر الاتحاد الأوروبي إلى المنطقة باعتبارها منطقة غير خاضعة للسيطرة الفعلية لجمهورية قبرص كجزء من الاتحاد الأوروبي تحت الاحتلال العسكري التركي، وهو بالتالي مستثنى من تشريعات الاتحاد الأوروبي إلى أجل غير مسمى، ولحين تسوية الأمر. وقد طرحت قضية قبرص الشمالية ووضعها الدولي على طاولة المفاوضات عدة مرات في المفاوضات الأخيرة لإلحاق تركيا بالاتحاد الأوروبي، حيث يمثل تقسيم الجزيرة عقبة كبرى أمام محاولات تركيا للانضمام إلى الاتحاد الأوروبي.
وفي 18 فبراير 2008 كانت قبرص الشمالية من بين الدول التي سارعت بالاعتراف بإعلان استقلال جمهورية كوسوفو، الذي كان من جانب واحد، في معارضة مباشرة لموقف جمهورية قبرص الرافض لذلك الاستقلال. ووفقاً لرؤية الإعلام في تركيا وقبرص الشمالية، فإن استقلال كوسوفو هو نموذج جيد للاعتراف بدولة قبرص الشمالية، غير أن رسالة التهنئة التي أرسلها الرئيس محمد على طلعت إلى كوسوفو لا تعني أن حكومة قبرص الشمالية اعترفت رسمياً بحكومة كوسوفو

### القوات المسلحة
يوجد شمال قبرص 5000 رجل من السكان الاصليين تسمى القوات القبرصية التركية الأمنية وهي في الأصل مكونة من تجنيد ذكور قبرصين أتراك تتراوح أعمارهم ما بين 18 إلى 40 سنة. يوجد أيضاً قوى إضافية احتياطية مكونة من 11,000 خط أول و 10,000 خط ثاني و 5000 خط ثالث من مجندين تصل أعمارهم إلى 50عام. القوات القبرصية التركية الأمنية مسلحة تسليحاً خفيفاً ومعتمدة أكثر على الحلفاء في الأراضي التركية، فتستمد الكثير من فرق الضباط من هناك. وهي بقيادة عميد من الجيش التركي.فتعمل أساسا كمخفر أو درك مكلف بحماية حدود قبرص الشمالية من الغارات اليونانية والحفاظ على الأمن الداخلي لشمال قبرص.
بالإضافة إلى القوات المسلحة التركية التي تحافظ على العسكرية التركية القبرصية والتي تتكون من 30-40,000 فرقة مستمدة من الفرق التاسعة من الجيش التركي وتقسم إلى قسمين الثمن والعشرون والتاسع والثلاثون.

### التقسيمات الإدارية

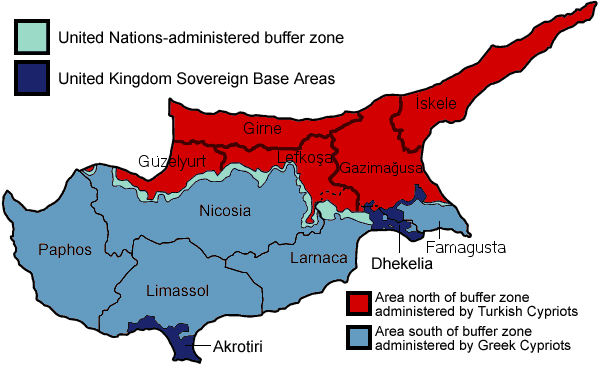
الأقسام الإدارية لقبرص الشمالية باللون الأحمر

تنقسم قبرص الشمالية إلى خمس مقاطعات:
| الاسم اليوناني/الدولي | الاسم التركي/المحلي |
| --------------------- | ------------------- |
| نيقوسيا               | ليفكوشا             |
| فاماغوستا             | مقوسا               |
| كيرينيا               | قيرنا               |
| مورفو                 | غوزيليورت           |
| تريكومو               | إسكيله              |
| كارباز                | كارباز              |

## الجغرافيا

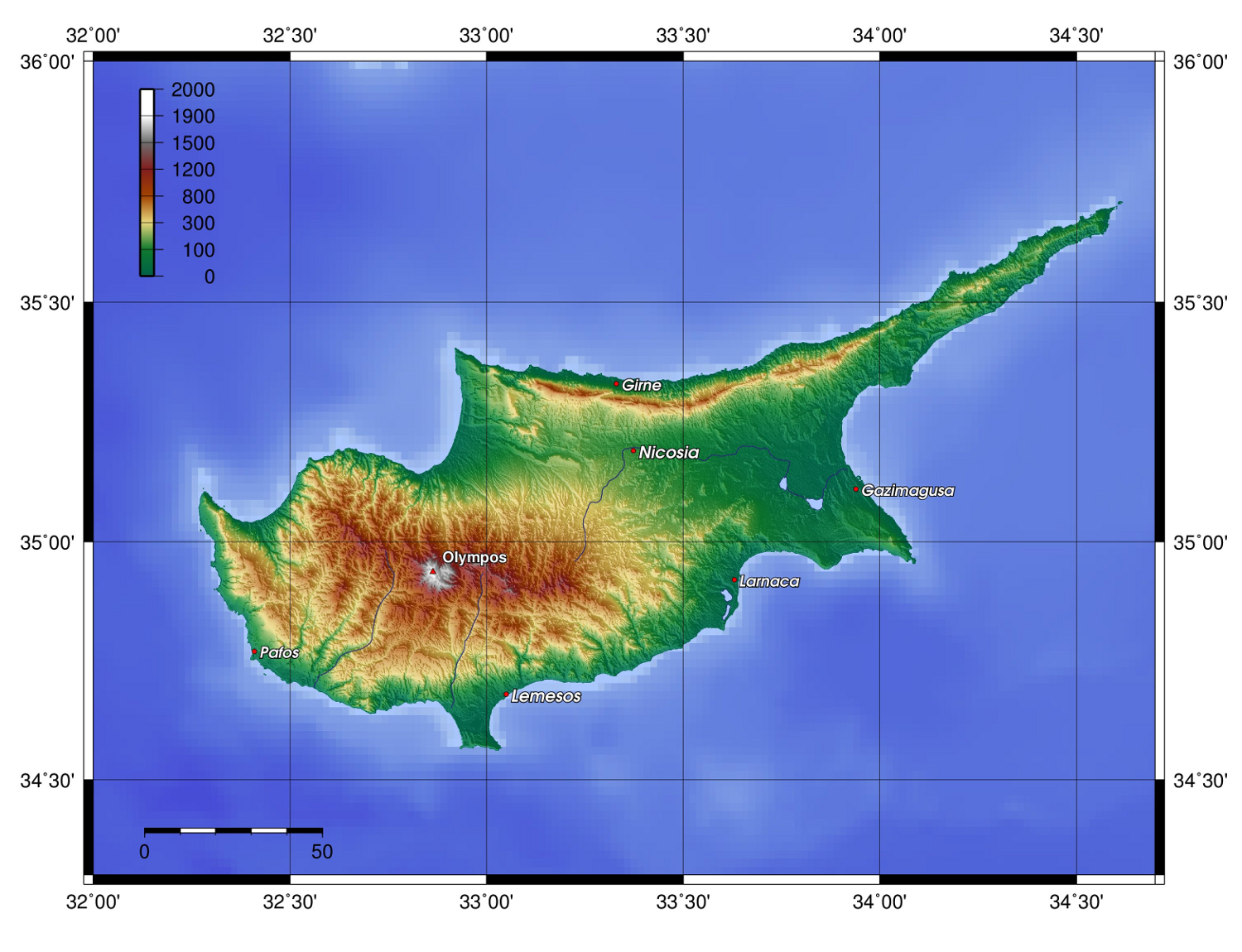
خريطة طبوغرافية لجزيرة قبرص

تعد جزيرة قبرص الثالثة كبراً من حيث المساحة في البحر الأبيض المتوسط بعد جزر صقلية وسردينية بإيطاليا، حيث تبلغ مساحتها 9,251 كم²، وتقع في الركن الشمالي الشرقي للبحر المتوسط على بعد 80 كم جنوب تركيا، و96 كم غرب سوريا.
تعد قبرص جغرافياً جزءاً من قارة آسيا رغم ارتباطها تاريخياً بقارة أوروبا والتاريخ الإغريقي بصفة عامة بسبب قربها من اليونان.
يحف بشمال قبرص سلسلة مرتفعات جبلية، الجزء الجنوبي من هذه المرتفعات هو أكثرها ارتفاعاً ما يعرف باِسم مرتفعات كيرينيا، أما قسمها الشرقي الذي يتسم بالضيق في معظم أجزاءه فيُعرف باِسم مرتفعات كارباس. وتأخذ المرتفعات شكل نطاق ضيق يبلغ طوله نحو 135 كم.

### المناخ

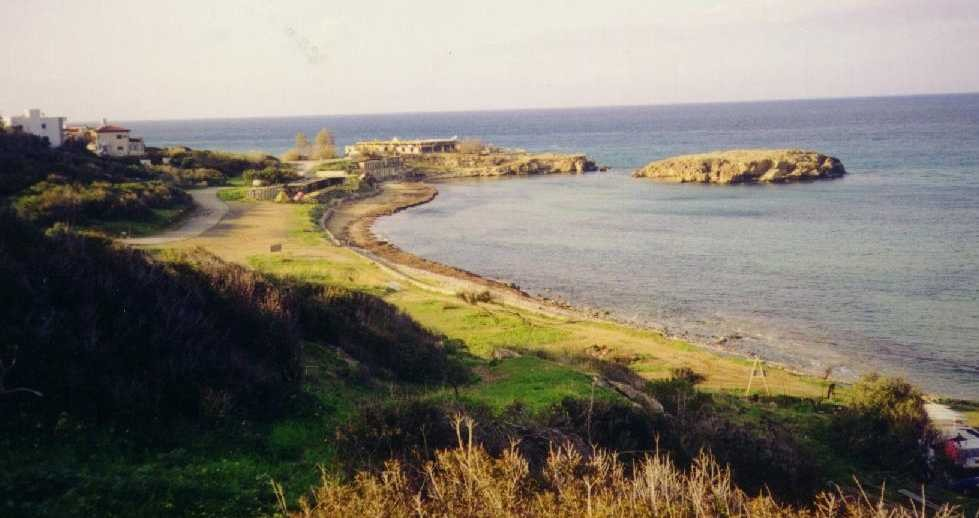
شريط ساحلي في شمال قبرص.يسود

الجزيرة بصفة عامة صفة اقليم مناخ البحر الأبيض المتوسط، حيث يكون المناخ بصفة عامة على مدار السنة يكون حار جاف في فصل الصيف؛ ودافئ ممطر في فصل الشتاء.

## التعليم
يتكون النظام التعليمي في قبرص الشمالية من أربعة مراحل هي: مرحلة ما قبل المدرسة، ومرحلة التعليم الأولي، ومرحلة التعليم الثانوي، ومرحلة التعليم العالي (الجامعي)، والتعليم الأولي ـ الذي يتكون من خمس سنوات ـ إجباري.
في قبرص الشمالية ما يزيد عن 40 ألف طالب جامعي موزعين على 6 جامعات هي: جامعة الشرق الأدنى (بالتركية: Yakın Doğu Üniversitesi)، وجامعة غيرن الأمريكية (بالإنجليزية: Girne American University)، وجامعة الشرق الأوسط التقنية، وجامعة ليفكه الأوروبية (بالتركية: Lefke Avrupa Üniversitesi)، وجامعة قبرص الدولية (بالتركية: Uluslararası Kıbrıs Üniversitesi)، وجامعة شرق المتوسط (بالتركية: Doğu Akdeniz Üniversitesi)، وقد تأسست جميعها ـ باستثناء جامعة الشرق الأوسط التقنية ـ بعد سنة 1974، وتتمتع جامعة شرق المتوسط بالاعتراف الدولي كمؤسسة تعليم جامعي، ويعمل بها أكثر من 1000 عضو هيئة تدريس ينتمون إلى 35 دولة، ويدرس بها 15 ألف طالب ينتمون إلى 68 جنسية. وتتمتع جامعات قبرص الشمالية الست باعتراف مجلس التعليم العالي التركي، وتحمل جامعتا شرق المتوسط والشرق الأدنى عضوية كاملة بصفتهما المؤسسية في اتحاد الجامعات الأوروبية، كما تحمل جامعة شرق المتوسط عضوية كاملة في تجمع جامعات المتوسط، واتحاد جامعات العالم الإسلامي، والاتحاد الدولي للجامعات. وقد أزمعت ثلاث جامعات تركية (هي جامعة إسطنبول التقنية وجامعة جوكوروفا وجامعة الغازي) فتح فروع لها في قبرص الشمالية سنة 2010، كما افتتحت جامعة غيرن الأمريكية في قبرص الشمالية فرعاً لها في كانتربيري بالمملكة المتحدة سنة 2009، وحصل هذا الفرع على اعتماد مجلس الاعتماد البريطاني سنة 2010.
وفي 13 أغسطس 2010 حصل اتحاد العلوم التربوية بقبرص الشمالية على العضوية الكاملة في اتحاد الأبحاث التربوية الأوروبي.

## الاقتصاد
يهيمن على اقتصاد قبرص الشمالية قطاع الخدمات (69% من الناتج المحلي الإجمالي بحسب إحصائيات عام 2007) والذي يشمل القطاع الصحي، قطاع التجارة، السياحة والتعليم. يساهم القطاع الصناعي (صناعات خفيفة) بنسبة 22% من اجمالي الناتج المحلي، عوضا عن الزراعة التي تساهم ب9% منه. تجدر الإشارة بأن اقتصاد قبرص الشمالية يقوم على قاعدة السوق الحرة وبنسبة كبيرة من الأعباء الإدارية الممنوحة من قبل الحكومة التركية. ونظرا لحالة الحظر المفروضة من قبل الحكومة القبرصية، فإن قبرص الشمالية تعتمد بشكل أساسي على الدعم التركي.
العملة المعتمدة في قبرص الشمالية هي الليرة التركية الجديدة والتي تربط قبرص الشمالية ماليا بتركيا، فضلا عن استعمال اليورو خاصة بعد انضمام قبرص إلى منطقة اليورو وتنامي حركة النقل والمواصلات بين شمالي وجنوبي قبرص. أما بالنسبة لحركة الاستيراد والتصدير فهي عادة ما تتم عبر تركيا أو من خلال إحدى الموانئ الشرعية والمعترف بها وحتى أن البعض منها يستهدف القلب القبرصي في بعض الحالات حيث تكون قبرص هي مصدر المواد الأولية الخام لقسم من الصناعات القائمة في قبرص الشمالية.وتبقى الأزمة القبرصية مؤثرة على حال الصناعة والاقتصاد في قبرص الشمالية، وقبرص التي تحظى بالتأييد الدولي لها قد أعانت إغلاق كافة المطارات والموانئ الخارجة عن نطاق سيطرتها.و قد أعلن كافة أعضاء الاتحاد الأوروبي والمنظمات الأوروبية احترام هذا القرار الصادر عن الحكومة القبرصية. ويزعم الجانب التركي محاولة قبرص حظر التعامل الدولي مع قبرص الشمالية.
و بغض النظر عن القيود المفروضة من قبل المجتمع الدولي، فإن اقتصاد قبرص الشمالية قد نما بشكا دراماتيكي. وكانت معدلات النمو في حجم الناتج المحلي الإجمالي في قبرص الشمالية قد نمت في الفترة 2001-2005 على الشكل التالي 5.4%, 6.9%, 11.4%و 15.4% و 10.6%.و قدر معدل النمو بالنسبة للعام 2007 بحوالي 2%. أما العوامل التي ساهمت بهذا النمو الاقتصادي الجيد نسبيا فكانت اعتماد الليرة التركية من جانب ونمو قطاعات التعليم والبناء من جانب اخر. أما الناتج القومي للفرد في قبرص الشمالية فقد نما على الشكل التالي:4409$(2002),5949$(2003),8095$(2004),10567$(2005),11837$(2006) و14047$(2007). وتشير دراسة قام بها البنك الدولي بأن معدل الدخل الفردي في قبرص الشمالية نما إلى حوالي 76% من المعدل العام للجزيرة القبرصية.
وعلى الرغم من التطور الملحوظ في الاقتصاد الخاص بقبرص الشمالية، فما زال معتمدا بشكل أساسي على التحويلات المالية التركية. وتبعا لاتفاقية حصلت عام 2006 فإن تركيا ستقدم الدعم لقبرص الشمالية بواقع 1.3 مليار دولار أميركي بين عامي 2006 و 2008.هذا الدعم المتواصل بحوالي 800 مليون دولار أميركي يهدف لمساعدة الأتراك القبارصة.تجدر الإشارة بأن عدد السياح في قبرص الشمالية قد نما حتى 380 ألف سائح خلال الفترة يناير-أغسطس 2006 مقارنة مع الفترة نفسها عام 2003(286901 سائح).

## السياحة
ترتكز السياحة في قبرص الشمالية على زيارة مناطق سياحية معينه، أهمها:
- لفكوشا وهي العاصمة نيقوسيا.
- غرنه وهي المدينة الساحليه الأهم سياحيا.
- ماغوسا وهي مدينة حدوديه مع الطرف اليوناني.
- ليفكه.
- جوزال يورت.

## الإعلام والاتصالات
الاتصلات الدولية لقبرص الشمالية تحول عن طريق كود الاتصالات الدولية لتركيا (+90 392) حيث أنها لا تحظى بكود اتصالات دولي خاص بها وذلك أيضاً ينطبق على شبكه الإنترنت حيث لا تمتلك نطاقاً أعلى في ترميز الدولة خاصاً بها، ولكنها تحت النطاق الثانوي التابع لتركيا .nc.tr وعند إرسال بريد لقبرص الشمالية يجب إرسالها إلى 10 ميرسين، تركيا وذلك لأن اتحاد البريد الدولي لا يعترف بقبرص الشمالية كدولة.
أما بالنسبة للبث التلفزيوني، فيوجد في قبرص الشمالية محطتين رسميتين للدولة وأربع محطات خاصة تبث أرضياً وفضائياً عبر القمر التركي تركسات على التردد 12544 أفقي ترميز 27500.

## النقل والمواصلات
لا توجد رحلات مباشرة أو رحلات تجارية عبر مواني قبرص الشمالية وذلك تطبيقا لسياسة الحظر المطبقة على قبرص الشمالية ومطاري ايركن ويفكونيكو معترف بهم عن طريق تركيا وأذربيجان وبالنسبة لمينائي فاماغوستا وكيرينيا البحريين فقد تم غلق حركة الملاحة إليهما منذ 1974 وطبقا لاتفاقية بين سوريا وحكومة قبرص الشمالية يتم تسيير رحلة بحرية بين مينائي اللاذقية وفاماغوستا، ومنذ فتح الخط الأخضر بين قبرص الشمالية وقبرص الجنوبية يتم السماح للقبارصة الأتراك بالتجارة عبر مواني القبارصة اليونانيين.
من يحمل جنسية شمال قبرص التركية أو أجنبي يحمل جواز سفر به ختم جهورية شمال قبرص التركية قد لا يسمح له بالدخول لليونان وجمهورية قبرص.
منذ مايو 2004 يصل السياح لقبرص التركية عن طريق قبرص اليونانية ثم يعبرون الخط الأخضر الذي يشرف عليه الاتحاد الأوروبي والأمم المتحدة.

## الديموغرافيا
في عام 1925، اثر هزيمة الامبراطورية العثمانية في الحرب العالمية الأولى وإنشاء الجمهورية التركية، انقلبت الموازين الديموغرافية بالبلاد بعد هجرة الكثير من الأتراك من قبرص إلى تركيا، إذ أصبح القبارصة اليونانييون يمثلون أكثر من 80% من سكان البلاد.
و بعد اَخر إحصاء رسمي اجري سنة 1973، أي بعد عام من الاحتلال التركي للجزيرة أصبح تعداد القبارصة الأتراك 116000 شخص. وقد صرحت سلطات قبرص اليونانية انه تم ما بين 1975 و2000 هجرة أكثر من 55000 قبرصي شمالي إلى شطر الجزيرة الجنوبي وذلك لعدة لأسباب تمثل الأقتصادية منها بالخصوص الدافع الرئيسي للهجرة، وأكدت هذه المصادر أن عدد الأتراك الذين قدموا مع الاحتلال التركي للجزيرة تجاوز عدد السكان الأصليين من القبارصة الأتراك.
و في اَخر إحصاء رسمي اجرته السلطات القبرصية الشمالية سنة 2006 أكد ان عدد سكان قبرص الشمالية بلغ 265000 نسمة.

### اللغة
تعد التركية اللغة الأساسية في قبرص الشمالية، أمّا اللغة اليونانية فتستعمل من قبل فئة قليلة من السكان معظهم من كبار السن.

### الديانة
دستور شمال قبرص يقر بعلمانية الدولة، كما أن 98% من سكان قبرص الشمالية هم من المسلمين و1.0% مسيحيون و 0.1% يهود. تصل أعداد المسيحيين في قبرص التركية إلى حوالي 3,000 نسمة. ذكرت تقارير تعود لسنة 2010 أن نحو 300 عائلة تركية تعيش في قبرص التركية قد تركت الإسلام واعتنقت المسيحية. هناك حوالي 644 من القبارصة اليونانيين الأرثوذكس الذين يعيشون في ريزوكارباسو و364 من الموارنة في كورماكيتيس. وافق القبارصة اليونانيون الأرثوذكس في ريزوكارباسو على العيش تحت الإدارة القبرصية التركية، وبقي هؤلاء في قبرص الشمالية حتى بعد الأعمال العدائية في عام 1974.

### الرياضة
اكتسب الرياضيين في شمال قبرص الميداليات في مختلف الألعاب الرياضية مثل كرة الريشة، البلياردو، كرة القدم، التنس، الغولف، التايكوندو، والكارتيه.
- الرقم القياسي للسباحة من تركيا إلى شمال قبرص (أي 75 كيلومترا) ينتمي إلى ألبر سوناشوغلو (قطع المسافة في 26 ساعة وربع).[44]
- إتحادية سباق سيارات الإيزيكارت لقبرص الشمالية هي عضو في الإتحادية العالمية للإيزيكارت.[45] المتسابق زيكا أوزتكنك أصبح بطل العالم في الإيزيكارت سنة 2008.[46]
- دوري كرة القدم في شمال قبرص يتألف من 14 نادي في الدرجة الأولى التي تعرف بدوري تركسيل ليغ 1.

## حقوق الإنسان
منظمة حقوق الأنسان قد صنفت قبرص التركية كدولة حرة وذلك منذ عام 2000 ولكن طبقا لتصنيف منظمة حقوق الإنسان لقبرص الشمالية فوضع حقوق الإنسان هناك أقل من الوضع في قبرص الجنوبية ولكنه أفضل من تركيا.
التركيز الثابت على تقسيم الجزيرة القبرصية يطغى على العديد من مواضيع حقوق الإنسان، حيث أن الدعارة منتشرة بشكل كبير في الجنوب والشمال، وتتعرض قبرص (الشمالية والجنوبية) لنقد شديد بسبب دورها في تجارة الجنس كواحدة من الطرق الرئيسية لتجارة نقل البشر من أوروبا الشرقية لأوروبا الغربية.
المثلية في قبرص التركية تعتبر جريمة على عكس قبرص اليونانية التي قننت المثلية تطبيقا لقوانين المحكمة الأوروبية.

## وصلات خارجية
- Northern Cyprus Times